# Роберт Гей Моррісон
Моррісон Р. Г. (англ. Morrison, R. H. (Robert Hay); 1915 — 16 грудня 2004) — авст ралійський поет, перекладач, автор перекладів англійською мовою віршів українських поетів — мешканців Австралії.

## Життєпис
Народився 1915 року, помер 16.12.2004 в Аделаїді, в штаті Південна Австралія.
Батько — Вілліям Алдер Моррісон (англ. William Allder Morrison) який був поетом.
Студіював мовознавство в Мельбурнському Університеті і служив перекладачем з італійської мови під час Другої Світової війни. Після війни працював на радіо і на телевізійних передачах новин.

## Творчість
Від 1968 р. працював як автор, поет, і перекладач різних творів російською, іспанською, китайською мовами. Автор перекладів англійською мовою віршів українських поетів — мешканців Австралії. Видав антологію Australia's Ukrainian Poets («Українські поети Австралії»). Також переклав англійською мовою збірку поезій Яра Славутича Завойовники прерій.